# پل-لوئی کوریه دو مره
پل-لوئی کوریه دو مره (به فرانسوی: Paul-Louis Courier de Méré) نویسنده قرن هجدهم میلادی اهل فرانسه است.